# Franz Xaver Dorsch

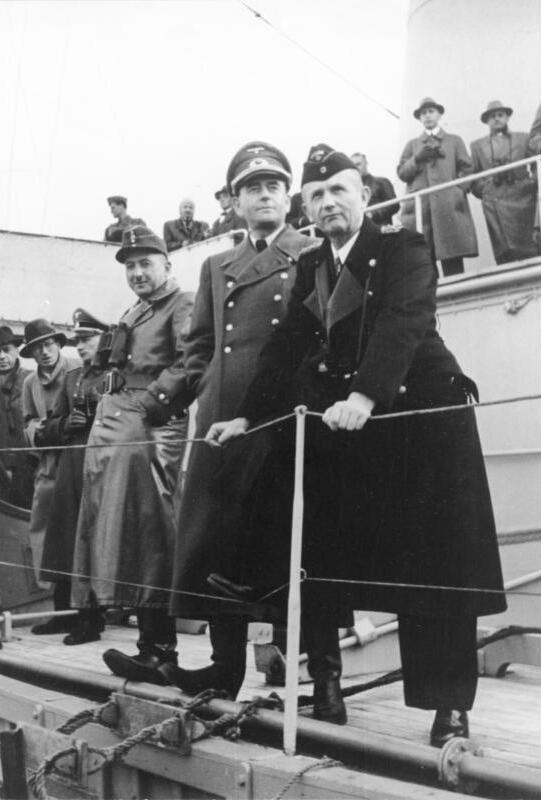
Franz Xaver Dorsch (links neben Albert Speer und Karl Dönitz mit Händen in den Taschen)

Franz Xaver Dorsch (* 24. Dezember 1899 in Illertissen; † 8. November 1986 in München) war ein deutscher Bauingenieur. Er arbeitete in der NS-Zeit federführend für die Organisation Todt. Nach Kriegsende war er freiberuflich als Planer und Unternehmer tätig.

## Biografie

### Herkunft und Ausbildung
Dorsch war Sohn des Amtsrichters Johann Baptist Dorsch und dessen Frau Josephine. Nach der Volksschule wechselte Franz Xaver Dorsch an das Gymnasium in Lohr am Main. Am 2. Juni 1917 trat er in das 6. Königlich-bayerische Feldartillerie-Regiment ein. Trotz einer Ausbildung als Richtschütze und Fahnenjunker kam der Offiziersanwärter nicht mehr zum Kriegseinsatz. Dorsch haderte mit der politischen Entwicklung nach Ende des Ersten Weltkriegs und schloss sich dem „Detachement“ des württembergischen Generals Otto Haas an.
Dorsch studierte in Stuttgart Bauingenieurwesen, wechselte jedoch nach München an die Technische Hochschule, wo er sein Studium 1925 abschloss. Es folgten drei Jahre als Baureferendar bei der Reichsbahn. Nach dem darauf folgenden „Baumeisterexamen“ erhielt Dorsch eine Stelle beim Bayerischen Landesamt für Wasserversorgung. Am 1. Juli 1929 gelang ihm eine Anstellung als Bauleiter bei Sager & Woerner in München.

### Teilnahme am Hitlerputsch und politische Ämter
Bereits im Jahr 1922 trat Franz Xaver Dorsch der NSDAP und der SA bei und war Teilnehmer des Marsches auf die Feldherrnhalle im November 1923. Zum 1. Februar 1929 schloss er sich der neu gegründeten Partei erneut an (Mitgliedsnummer 111.160). Im selben Jahr zog Dorsch mit seiner jungen Familie nach Gauting, wo er im November 1929 an der Gründung der NSDAP-Ortsgruppe teilnahm. Dieser stand er vom 1. März 1930 bis 20. Januar 1934 vor. 1933 erhielt Dorsch einen Sitz der NSDAP im Starnberger Bezirkstag.
Ab 1933 war er engster Mitarbeiter von Fritz Todt und mit ihm mit der Durchführung des Reichsautobahnbaus beauftragt. 1936 wurde er zum Regierungsbaumeister (Assessor in der öffentlichen Bauverwaltung) ernannt und begann zwei Jahre später unter der Führung von Fritz Todt die Organisation Todt (kurz: OT) mit dem Bau des Westwalls. Zu diesem Zeitpunkt wurde die Organisation militärisch gestrafft und Todt ernannte den Diplom-Ingenieur Dorsch zum „Sonderbeauftragten für die kriegsmäßige Führung“. Im Februar 1940 wurde Dorsch zum Ministerialdirektor befördert.
Er war ab 1941 Chef der Zentrale der Organisation Todt in Berlin und wurde nach dem tödlichen Flugzeugabsturz von Fritz Todt am 8. Februar 1942 der Stellvertreter des neuen Oberhauptes der OT, Albert Speer. Im Zuge des Überfalls der deutschen Wehrmacht auf die Sowjetunion ab dem 22. Juni 1941 berichtete Dorsch am 22. Juli 1941 über die katastrophalen Zustände in einem Lager bei Minsk.
Albert Speer schlug Dorsch 1943 für das Ritterkreuz des Kriegsverdienstkreuzes vor und sorgte für eine Dotation von 100.000 Reichsmark.
Am 29. April 1944 wurde Dorsch auf Anweisung Speers Chef und Organisator der OT und damit der maßgeblich Verantwortliche für den Einsatz der Zwangsarbeiter im gesamten Reichsgebiet und letztendlich damit auch für den Einsatz der 1700 jüdischen Frauen im KZ-Außenlager Walldorf. Gleichzeitig war er Mitglied des Jägerstabes. Nach Dorschs Vorschlägen sollten riesige verbunkerte Fabriken die sichere Produktion von Jagdflugzeugen ermöglichen. Im April 1944 gelang Dorsch mit Unterstützung von Hermann Göring Hitlers Auftrag zum Bau der „Jägerfabriken“ für die Organisation Todt zu sichern. In der Folge wurden ausgedehnte Bunker für die Produktion u. a. des Düsenjägers Me 262 geplant; zwei Anlagen – in Kaufering bei Landsberg am Lech und nahe Mühldorf – wurden zu erheblichen Teilen gebaut. Dorsch und die OT arbeiteten eng mit Heinrich Himmler und der SS zusammen. So überlebte in den Mühldorfer Lagern die Hälfte der insgesamt 8300 Häftlinge nicht, auch in Kaufering starben allein von den 30000 Häftlingen die Hälfte.

### Kriegsende und Spruchkammerverfahren
Am 8. Mai 1945 wurde Dorsch am Tegernsee von Mitgliedern der US-Armee gefangen genommen. Im Lager Neustadt bei Marburg erarbeitete er ab 6. April 1947 zusammen mit weiteren Ingenieuren einen Bericht über die „bombensichere Verlagerung von Industrieanlagen“. 1947 lieferte er dieses auf über 1000 Seiten angewachsene Konvolut ab (eine Kopie liegt im BA-MA, Freiburg i. Br.). Damit konnte er sich als „ueberragender Organisator“ sowie „faehiger und energischer Ingenieur“ profilieren. Bei Dorschs Spruchkammerverfahren gelang ihm eine Einstufung vom „Hauptschuldigen“ zum „Minderbelasteten“.

### Karriere in den Nachkriegsjahren
1951 gründete Dorsch die heutige Dorsch Consult Ingenieurgesellschaft mbh. Bereits „im Herbst 1950 [schloss] sich Dorsch mit dem Architekturbüro Klaus Gehrmann […] zusammen und wird zum größten Auftraggeber für Bauvorhaben der amerikanischen Truppen in Deutschland […] etwa beim Aufbau der Ramstein Air Base.“
In der Wiederaufbauphase der Bundesrepublik Deutschland war das Unternehmen führend bei Großprojekten der Infrastruktur, besonders bei der Wiederherstellung und dem Neubau von Autobahnen und Großanlagen für die spätere NATO. 1958 wurden bereits Aufträge für die Weltbank abgewickelt.
Dorsch erstellte 1977 zusammen mit Karlheinz Schaechterle vom Institut für Verkehrsplanung und Verkehrswesen der Technischen Universität München eine umfangreiche „Verkehrsuntersuchung Großraum München“. Seine Arbeit trug zum Verzicht auf einen Autobahnstern auf Betonstelzen und zum Ausbau des Mittleren Rings bei. Oberbürgermeister Erich Kiesl verlieh ihm anlässlich seines 80. Geburtstags die Medaille „München leuchtet“.
Zur Verleihung des Bayerischen Verdienstordens an Dorsch kam es nicht. Dazu hatte das Bayerische Wirtschaftsministerium 1974 beim Berliner Innensenator die Akte zu Dorschs Spruchkammerverfahren angefordert. Berlin konnte zwar nur ein Arbeitsblatt übersenden, aus dem jedoch u. a. Dorschs Dekorierung mit dem „Blutorden“ und dem „Goldenen Parteiabzeichen“ hervorging.